# 俠友會
俠友會（侠友会）、本部事務所地址位於兵庫縣淡路市志筑88-1，曾為日本指定暴力團・六代目山口組及神戶山口組的二次團體；當前皆脫離並宣布解散。

## 略史
「俠友會」・寺岡修 原四代目山口組 細田組（組長・細田利明）所屬，1983年7月、細田組長引退、同時細田組解散，「俠友會」・寺岡修移籍西脇組。
1992年2月、寺岡修升格為五代目山口組的直系組長。五代目山口組歷任「總本部當番長」、「組長秘書」。
2005年8月 六代目山口組發展後、寺岡修會長伴隨就任若頭補佐兼大阪北ブロック長。，並將本部由兵庫縣洲本市宇原轉移至淡路市志筑。
2013年 寺岡修為六代目山口組舍弟。
2015年8月 脫離了六代目山口組，加入另組神戶山口組。
2022年8月22日 寺岡修會長率領俠友會宣布脫離神戶山口組。寺岡修親訪稻川會館，在稻川會會長中介的見證下，對六代目山口組若頭 高山清司當面謝罪。次年2月20日 對兵庫縣警察署提出退休及解散組織的報告。仍有部分組員移籍六代目山口組二代目竹中組。

## 最高幹部

### 神戶山口組
- 會長・寺岡修（神戶山口組若頭）
- 副會長・寺岡皇（神戶山口組若頭）

## 資料來源
1. ↑  .   [2013-11-02]. （原始内容存档于2013-11-05）.
2. ↑  山口組分裂騒動　処分の直系１３組長判明 （页面存档备份，存于） 神戶新聞 2015.09.01
3. ↑  「侠友会」が兵庫県警に組の解散届を提出 （页面存档备份，存于） YouTube テレビ大阪ニュース 2022/12/21